# V9958
V9958(E-VDP-II)はTMS9918・V9938の上位互換VDPである。アスキー、ヤマハが開発した。MSX2+やMSXturboR、アーケードゲーム機、パチンコのCRT表示制御などで使用された。

## 主な仕様
- V9938の全モードとVDPコマンドを実装

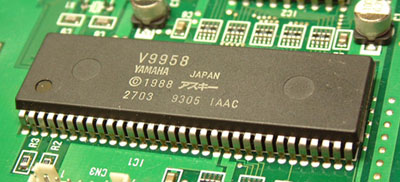
V9958 プラスチックパッケージ版

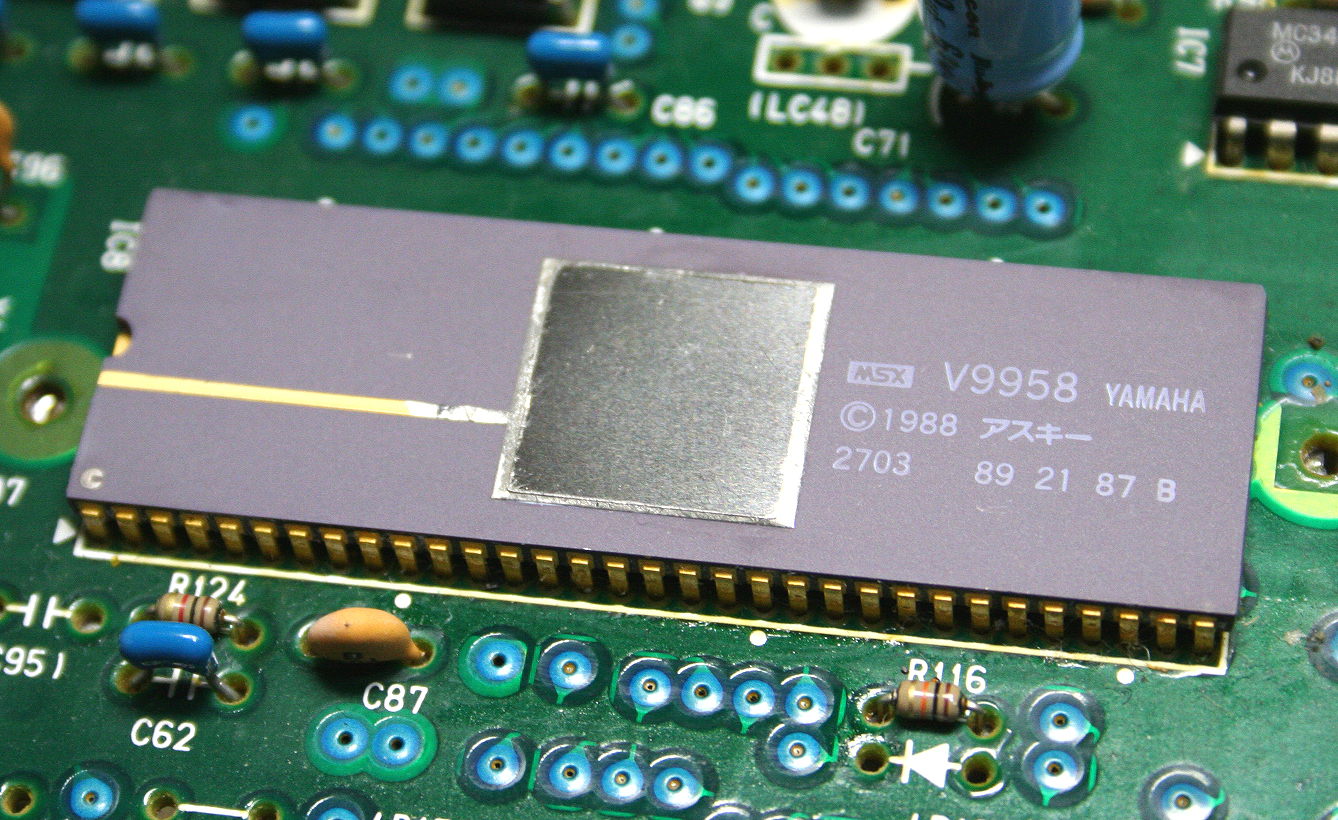
V9958 セラミックパッケージ版

- ビデオ・メモリ 128KB（更に拡張RAM64KB増設可能）。CPUからはVDPを通じてVRAMにアクセス可能。DRAMリフレッシュ機能があり、DRAMを直接接続可能。
- 19,268色表示可能な自然画モード
  - NTSCの特性（輝度と色差）を利用したYJK方式の圧縮グラフィックモード。
  - RGB混在モードもある。（輝度情報を半分にすることで12,499色表示）
- スプライトの表示位置と独立した、横方向のハードウェアスクロール機能
  - 8ドット単位スクロール + 8ドットまでのドット単位の位置アジャストと、画面端8ドットをマスクする機能
- VDPアクセス時に自動でウェイトを入れる機能
- V9938のライトペン・マウスインターフェースなどは削除
- カラーバスによるデータ入出力機能
- V9938由来の走査線割り込みは、MSXturboRではCPU能力の向上によりより多くの割り込みを処理することが可能となり、より多くの表現を可能にした。同時に、FS-A1GTのように高分解能のタイマを持っているMSXもあるものの、それはハードウェア固有の仕様であり、MSXの規格にはこれ以上速いインターバルタイマがないため、turboRのV9958ではPCMの再生に使用されることが多かった。

## 参考資料
- 「V9958 E-VDP-II テクニカルデータブック」ヤマハ CATALOG No.1499583 1992.07
- 「V9958(E-VDP-II) カタログ」ヤマハ、カタログNo.LSI-1199583 1991.06